# Корючево
Корю́чево (рос. Корючево) — присілок у складі Грязовецького району Вологодської області, Росія. Входить до складу Вохтозького міського поселення.

## Населення
Населення — 6 осіб (2010; 8 у 2002).
Національний склад (станом на 2002 рік):
- росіяни — 100 %